# Nuaracher Höhenweg

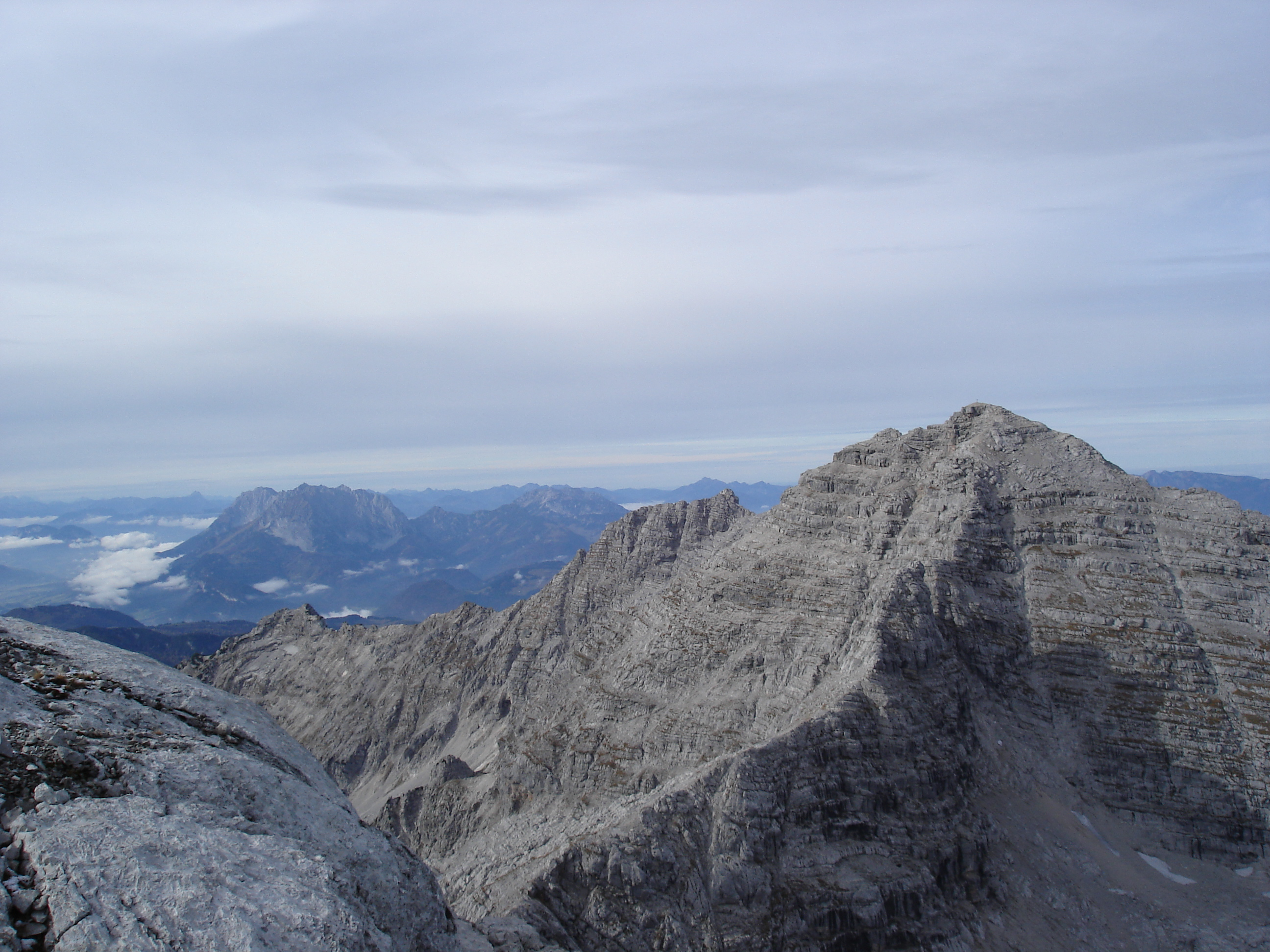
Mitterhorn von Osten, der Höhenweg verläuft über den nachfolgenden Kamm

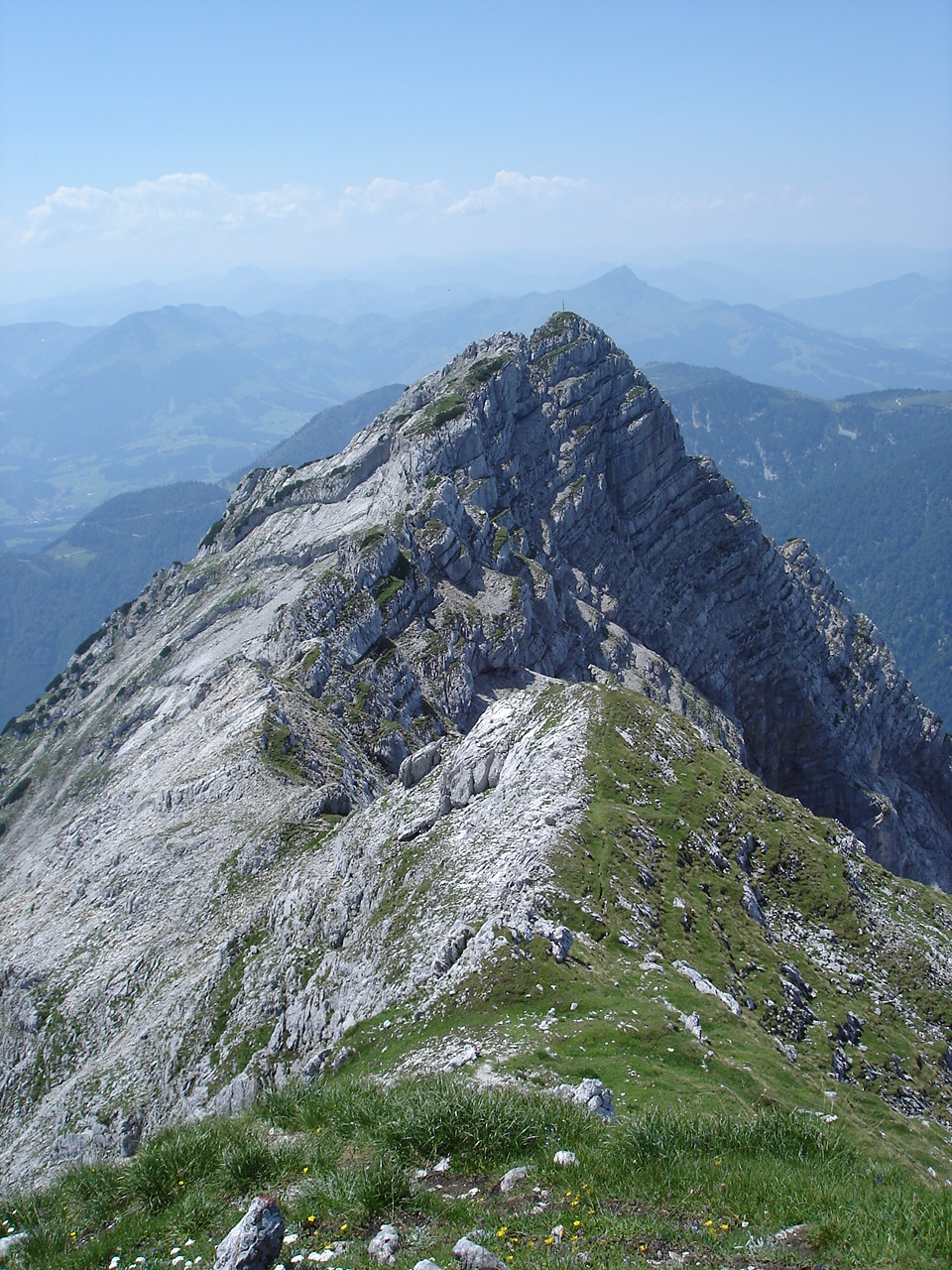
Typischer Wegabschnitt zwischen Schafleck und Seehorn

Der Nuaracher Höhenweg (auch fälschlicherweise Nurracher Höhenweg) ist ein anspruchsvoller Höhenweg mit Klettersteigpassagen in den Loferer Steinbergen. Benannt wurde er nach Nuarach, dem alten Ortsnamen von St. Ulrich am Pillersee. Der Nuaracher Höhenweg gilt als einer der schönsten Höhenwege der nördlichen Kalkalpen und führt über die Gipfel der westlichen Loferer Steinberge. Geologisch interessant und eindrucksvoll ist der Formenschatz des Kalksteins, aus dem die Loferer Steinberge aufgebaut sind. Bei klarem Wetter reicht die Rundumsicht vom Alpenhauptkamm, die Berchtesgadener Alpen über den Chiemsee bis München.

## Wegverlauf
Üblicherweise startet man die Tour in St. Ulrich am Pillersee und steigt durch das Lastal zum Mitterhorn 2506 m (4½ Stunden). Hierbei bietet es sich an, als  Variante einen der beiden Klettersteige, die auf das Mitterhorn führen, zu benutzen. Die Schwierigkeit und Länge der Tour steigert sich dabei allerdings erheblich. Vom Mitterhorn steigt man nun über den Rothornkamm 2404 m zum Schafleck 2150 m (4 Stunden). Nun muss eine kleine, seilgesicherte Passage überwunden werden (I-II UIAA-Skala). Anschließend steigt man über Seehorn und Ulrichshorn nach St. Ulrich ab, wobei man einen traumhaften Blick auf den Pillersee genießt (2–3 Stunden). Die insgesamt benötigte Zeit beträgt abhängig von der Kondition und der Witterung 10 bis 12 Stunden. Bei Anstieg oder Abstieg durch das Loferer Hochtal kann die Schmidt-Zabierow-Hütte als Stützpunkt benutzt werden.
Der Weg ist teilweise ausgesetzt und verlangt Trittsicherheit und Schwindelfreiheit. Es bestehen keine für Normalwanderer gangbaren Notabstiege, so dass die Tour nur bei stabilen Wetterverhältnissen absolviert werden sollte. Während der ganzen Wanderung gibt es keine Möglichkeit, Wasser aufzufüllen.